# Milorad Dimitrijević
Milorad Dimitrijević „Kvaks” (Ruma, Kraljevina SHS, 1926. — Beograd, Srbija, 29. rujna 2009.) bio je srpski geolog, stručnjak iz područja geološkog kartiranja, strukturne geologije, daljinske detekcije i geotektonike i redoviti profesor Rudarsko-geološkog fakulteta u Beogradu.
U srpsku geologiju uveo je fotogeologiju i suvremenu strukturnu geologiju, tvorac je koncepta moderne geološke karte u Jugoslaviji i koautor više listova Osnovne geološke karte SFRJ.

## Životopis
Nakon završetka Drugog svjetskog rata, 1946. godine upisao se na Rudarski odsjek Tehničke velike škole u Beogradu. Diplomirao je 1950. godine. Po diplomiranju se zaposlio na Tehničkoj velikoj školi, a 1956. godine na Rudarsko-geološkom fakultetu u Beogradu.
Doktorirao je 1957. i iste godine postao je docent. Izvanredni profesor postao je 1960., a redoviti 1967. godine. Tijekom svoje nastavničke karijere predavao je opću geologiju, strukturnu geologiju, fotogeologiju i geološko kartiranje.
Osnivao je Laboratorij za metode geološkog kartiranja (LMGK), zaslužan je za razvoj geološkog kartiranja i vezanih disciplina u bivšoj Jugoslaviji. Na Geološkom odsjeku Rudarsko-geološkog fakulteta osnovao je Katedru za metode geološkog kartiranja i bio njen voditelj sve do 1987. godine, kada je po vlastitom zahtjevu umirovljen.

## Karijera
Najveći dio svoga rada posvetio je geološkom kartiranju. Bavio se i mnogim drugim aspektima geologije: tektonskim i geotektonskim proučavanjima, strukturnim istraživanjima, sedimentološkim istraživanjima, izučavanjima turbiditskih bazena, kao i daljinskom detekcijom. Objavio je preko 170 radova, knjiga, udžbenika i priručnika u zemlji i u SAD-u, Njemačkoj, SSSR-u, Mađarskoj, Poljskoj, Rumunjskoj, Francuskoj, Nizozemskoj, Švicarskoj, Italiji, Iranu, i dr. Svoju geološku karijeru započeo je kartiranjem metamorfita. Teze koje je dao u svojim radovima predstavljale su osnov za prvu detaljnu razradu procesa migmatizacije.
Tvorac je koncepta moderne geološke karte u SFRJ, koji je prihvaćen i u Europi. Rukovodio je najvećim i najznačajnijim poduhvatom u povijesti geologije Jugoslavije - izradom Osnovne geološke karte mjerila 1:100 000.
Dimitrijević se bavio i istraživanjima na polju geotektonike. Prihvatio je i razradio ideju mobilnosti i postavio novi model Dinarida na bazi tektonike ploča. Objavio je također brojne radove o ofiolitskom melanžu, genezi i tipovima melanža, o strukturi vapnenačkih tijela unutar melanža, i dr. Jedini je geolog iz bivše SFRJ čiji su radovi uvršteni u najznačajniju svjetsku seriju "Benchmark papers in Geology".
Autor je sveobuhvatne knjige "Geologija Jugoslavije", objavljene na srpskom i engleskom jeziku. Urednik je edicije "Geološki atlas Srbije" od 16 tematskih karata mjerila 1:2.000.000.
Zajedno s kolegom Borisom Sikošekom autor je priloga o geologiji SR Jugoslavije u okviru kapitalnog djela o gelogiji Europe i Azije, "Encyclopedia of European and Asian Regional Geology".